# Вейла (остров)
Ве́йла (англ. Vaila) — остров в архипелаге Шетландских островов, Шотландия.

## География

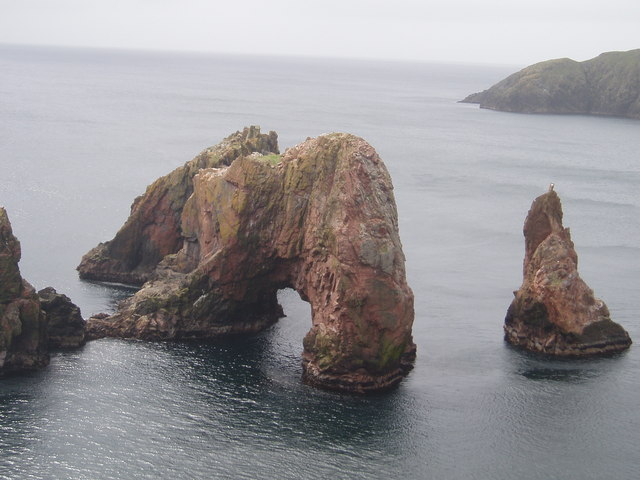
Скалы Гаада-Стэкс у юго-восточного берега острова Вейла.

Расположен у западного берега острова Мейнленд, ограничивает собой вход в бухту в районе деревни Уолс. Омывается водами Атлантического океана. Окружён небольшими необитаемыми островами и скалами: Линга на севере, Гаада-Стэкс на юго-востоке и другими. Ближайшие населённые пункты на острове Мейнленд: небольшая деревня Баррастоу, часть деревни Уолс, на севере и деревня Калсуик на востоке.
Площадь острова — 3,27 квадратных километра.

## Население
Население острова составляет два человека (2001 год).